# Andrzej Kowalski (komandor)
Andrzej Kowalski (ur. 7 października 1961 w Gdańsku) – polski komandor, magister inżynier w dyscyplinie nawigacja, szef Biura Hydrograficznego Marynarki Wojennej (2014–2019), zastępca szefa szkolenia MW - szef szkolenia morskiego (2013), szef szkolenia i zastępca dowódcy 8 Flotylli Obrony Wybrzeża (2007–2010) oraz dowódca dywizjonu Zabezpieczenia Hydrograficznego MW (2002–2007).

## Wykształcenie
Pochodzi z rodziny o tradycjach wojskowych. Jego ojciec Antoni był oficerem Marynarki Wojennej. Absolwent gdyńskiego VI Liceum Ogólnokształcącego im. Wacława Sierpińskiego. W latach 1980-1985 studiował na Wydziale Nawigacji i Uzbrojenia Okrętowego Wyższej Szkoły Marynarki Wojennej w Gdyni i uzyskał tytuł magistra inżyniera-nawigatora, broniąc pracę nt „ Analiza możliwości wykorzystania i dokładności  optycznych metod określania pozycji podczas prac hydrograficznych w rejonie ujścia przekopu Wisły”. W 1992 r. ukończył Międzynarodowy Kurs Hydrografii kat. B w Akademii Morskiej w Trieście (Włochy), w 1998 r. – kurs z zakresu bezpieczeństwa żeglugi w Istambule (Turcja), w 1999 r. – Wojskową Akademię Językową w San Antonio i Międzynarodowy Kurs Oficerów Morskich w Yorktown (USA), w 2001 r. – Międzynarodowy Kurs AWNIS w Norfolk (USA).

## Służba wojskowa
Po promocji oficerskiej w 1984 i obronie pracy magisterskiej został w 1985 roku skierowany do 11 dywizjonu Dużych Ścigaczy w 9 Flotylli Obrony Wybrzeża w Helu. Pełnił tam początkowo obowiązki dowódcy działu artyleryjskiego (ORP „CZUJNY”), a następnie zastępcy dowódcy okrętu (ORP „ZRĘCZNY”). W 1986 r. rozpoczął służbę w 45. Dywizjonie Pomocniczych Jednostek Pływających w Gdyni, gdzie dowodził zbiornikowcem Z-6, grupą kutrów i motorówek, a następnie wykonywał obowiązki na stanowisku flagowego nawigatora i szefa sztabu dywizjonu. W latach 1990–1995 był starszym oficerem – specjalistą Szefostwa Hydrografii w Dowództwie MW, a od 1995 r. do 2002 r. pełnił obowiązki szefa Oddziału Informacji Nautycznej w Biurze Hydrograficznym MW. Od października 2002r. do 30 czerwca 2007r. dowodził dywizjonem Zabezpieczenia Hydrograficznego MW w Gdyni. Od 1 lipca 2007 r. do 31 maja 2008 r. – szef szkolenia 8. Flotylli Obrony Wybrzeża (8FOW) w Świnoujściu, a następnie z dniem 1 czerwca 2008 r., decyzją Ministra Obrony Narodowej, został wyznaczony na stanowisko zastępcy dowódcy 8.FOW. Od 1 lipca 2010 r. kmdr Andrzej Kowalski był zastępcą szefa Biura Hydrograficznego Marynarki Wojennej, a od 1 lipca 2013 do 31 grudnia 2013 roku pełnił służbę na stanowisku zastępcy szefa Szkolenia MW - szefa Szkolenia Morskiego. Od 01 stycznia 2014 do 30 września 2019 roku pełnił funkcję szefa Biura Hydrograficznego Marynarki Wojennej.
Członek Rady INSPIRE i Rady SAR. Ponadto, uczestnik wielu konferencji krajowych i międzynarodowych: reprezentant służby hydrograficznej na Konferencje Komisji Hydrograficznej Morza Bałtyckiego (BSHC) oraz delegat Polski na Konferencje Międzynarodowej Organizacji Hydrograficznej (IHO) (1997, 2000, 2002, 2012, 2014 oraz pierwsze plenarne Zgromadzenie IHO w 2017r.) w Monaco. Przedstawiciel MW w grupach roboczych NATO w zakresie bezpieczeństwa żeglugi morskiej. W latach 1997–2002 odpowiedzialny za Krajowy System Ostrzeżeń Nawigacyjnych oraz za publikacje nautyczne Biura Hydrograficznego MW, m.in. współtwórca „Locji Bałtyku – Wybrzeże Polskie”, wyd. 2001. Ponadto, wprowadził dwujęzyczną wersję polsko-angielską cotygodniowego biuletynu „Wiadomości Żeglarskie”.
W trakcie 24. Konferencji BSHC wybrany przewodniczącym Komisji Hydrograficznej Państw Morza Bałtyckiego (BSHC).

## Awanse
- podporucznik marynarki – 1984 r.[19]
- porucznik marynarki – 1987 r.[20]
- kapitan marynarki – 1990 r.[21]
- komandor podporucznik – 1995 r.[22]
- komandor porucznik – 1999 r.[23]
- komandor – 2003 r.[24]

## Odznaczenia
- Srebrny Krzyż Zasługi[25][26]
- Brązowy Krzyż Zasługi[27]
- Morski Krzyż Zasługi[28][29]
- Złoty Medal „Siły Zbrojne w Służbie Ojczyzny”[30]
- Srebrny Medal „Siły Zbrojne w Służbie Ojczyzny”[31]
- Brązowy Medal „Siły Zbrojne w Służbie Ojczyzny”[32]
- Złoty Medal „Za zasługi dla obronności kraju”[33]
- Srebrny Medal „Za zasługi dla obronności kraju”[34]
- Brązowy Medal „Za zasługi dla obronności kraju”[35]
- Medal za „Zasługi dla Marynarki Wojennej RP”
- Medal „Za Zasługi dla Uniwersytetu Gdańskiego”
- Odznaka dowódcy okrętu Marynarki Wojennej RP[36]
- Odznaka Marynarza Jednostek Pływających[37]
- Odznaka Honorowa Marynarki Wojennej[38]
- Odznaka Honorowa Zasłużony Żołnierz RP[39]
- Odznaka Pamiątkowa Marynarki Wojennej[40]
- Odznaka Dowództwa Marynarki Wojennej[41]
- Odznaka Pułkowa dywizjonu Ścigaczy[42]
- Odznaka Pamiątkowa BHMW[43]
- Odznaka Pamiątkowa Dowództwa 8 FOW[44]
- Odznaka Pamiątkowa JW. 1905[45]
- Krzyż „Za Zasługi dla ZIW RP”[46]
- Brązowy Medal „Za Zasługi dla Pożarnictwa”[47]
- Złoty Krzyż Honorowy Związku Piłsudczyków RP[48]
- Medal „Za Zasługi dla Ligi Obrony Kraju”[49]
- Kordzik Honorowy Sił Zbrojnych (Marynarka Wojenna)[50]

## Życie prywatne
Mieszka w Gdyni. Jest żonaty, ma córkę i syna. Interesuje się historią, marynistyką i sportem.